# البراق محقق الأمنيات
البراق محقق الأمنيات مسلسل رسوم متحركة كوري عرض لأول مره في 5 ديسمبر 1992 واستمر حتى 5 ديسمبر 1993. يتكون من 26 حلقة وتمت دبلجة المسلسل للغة العربية.

## روابط خارجية
- البراق محقق الأمنيات على موقع IMDb (الإنجليزية)
- البراق محقق الأمنيات على موقع قاعدة بيانات الفيلم (الإنجليزية)